# Spiroctenus flavopunctatus
Spiroctenus flavopunctatus là một loài nhện trong họ Nemesiidae.
Spiroctenus flavopunctatus được miêu tả năm 1903 bởi Purcell.